# Prachaya Ruangroj
Prachaya Ruangroj (ปราชญา เรืองโรจน์), nascido em 28 de julho de 1994, mais conhecido como Singto (สิงโต), é um modelo e ator tailandês. Sua fama advém primariamente de seu papel como Kongpob em SOTUS: The Series no ano de 2016. Ele também teve um papel secundário na série U-Prince: First Class de 2017.    Mais tarde, ele retornou no papel principal como Kongpob em SOTUS S: The Series e em um episódio especial na série de 5 episódios Our Skyy, também estrelou em Friend Zone: The Series. Em 2019 atuou em He's Coming To Me no papel de Mes(em tailandês:  เมษ). Atualmente, retornou ao seu papel como Earth, em Friend Zone 2: Dangerous Area e também está no ar em I'm Tee, Me Too.

## Infância e educação
Singto nasceu em 28 de julho de 1994 em Bangkok, na Tailândia. Formou-se em Ensido de Ciências e Matemática pela Escola Suankularb Wittayalai, na Faculdade de Economia da Universidade Kasetsart. Foi aluno da Escola de Artes da Comunicação na Universidade de Bangkok.

## Filmografia

### Filme
| Ano  | Título       | Função |
| ---- | ------------ | ------ |
| 2018 | Another Face |        |

### Séries de televisão
|      | Título                              | Função         | Rede             |
| ---- | ----------------------------------- | -------------- | ---------------- |
| 2016 | SOTUS: The Series                   | Kongpob        | LINE TV, ONE 31  |
| 2016 | Little Big Dream                    | Convidado      | ONE 31, GMM 25   |
| 2017 | U-Prince Series: First Class        | BM             | GMM 25           |
| 2017 | Teenage Mom The Series              | Convidado      | LINE TV, ONE 31  |
| 2017 | SOTUS S: The Series                 | Kongpob        | LINE TV, ONE 31  |
| 2018 | My Baby Bright                      | Pla-Thong      | FB, YT           |
| 2018 | Friend Zone... Make it clear        | Earth          | ONE 31           |
| 2018 | Our Skyy: Arthit-Kongpob Episódio 5 | Kongpob        | LINE TV          |
| 2019 | He's Coming To Me                   | Met            | LINE TV          |
| 2020 | Turn Left Turn Right                | Gun            | GMM 25           |
| 2020 | Girl Next Room: Midnight Fantasy    | Tan / DJ Titan | GMM 25           |
| 2020 | I'm Tee, Me Too                     | Mai-Tee        | GMM 25, AIS Play |
| 2020 | Friend Zone 2: Dangerous Area       | Earth          | GMM 25           |
| 2020 | Romantic Blue                       |                | CH8, iQIYI       |
|      | SIX The Series: After Midnight      |                | LINE TV          |